# Долгопрудненське кладовище
Долгопру́дненський цвинтар (рос. Долгопрудненское кладбище) — некрополь в Північному адміністративному окрузі Москви в місті Долгопрудний. Адреса — Московська область, місто Долгопрудний, Лихачовський проїзд, 1.
Площа цвинтаря — близько 57 гектарів.

## Історія
Долгопрудненське центральне міське кладовище відкрито для поховань 1967 року. З 1971 територія кладовища розширена.
Долгопрудненське південне кладовище відкрито 23 січня 1975 року рішенням Виконавчого комітету Московської міської Ради на місці села Ґнилуші, що на півночі Москви. Площа кладовища 27 гектарів.
На території кладовища два храми: св. Георгія Победоносця та св. Сергія Радонежського.
З 1979 року кладовище закрите для поховань, здійснюються лише родинні та сімейні поховання.

## Відомі особистості, поховані на кладовищі
- Абрамов Андрій Васильович, боксер
- Алаторцев Володимир Олексійович, шахіст
- Звєрєв Анатолій Тимофійович, художник
- Кашпур Володимир Терентійович, актор
- Маслов Віктор Олександрович, футболіст
- Ткачук Роман, актор

| Надгробок | Це незавершена стаття про цвинтар. Ви можете допомогти проєкту, виправивши або дописавши її. |